# Mahmud Charef
Mahmud Charef es un deportista tunecino que compitió en taekwondo. Ganó una medalla de plata en el Campeonato Africano de Taekwondo de 2003 en la categoría de +84 kg.

## Palmarés internacional
| Campeonato Africano | Campeonato Africano | Campeonato Africano | Campeonato Africano |
| Año                 | Lugar               | Medalla             | Categoría           |
| ------------------- | ------------------- | ------------------- | ------------------- |
| 2003                | Abuya (Nigeria)     | Medalla de plata    | +84 kg              |